# Donowen
Fort Donowen (auch Dunowen, irisch Dún Eoghain) ist das südliche von vier Promontory Forts an der Küste des Townlands Carthage  (irisch Bun an Ghaoith) nördlich von Culdaff, auf der Halbinsel Inishowen im County Donegal in Irland.
Das Fort Donowen liegt zu beiden Seiten des durch die Girt-Bucht getrennten Vorgebirges hinter einer Verteidigungsmauer. Der Vorgebirgsteil, auf dem im 16. Jahrhundert die O’Doherty-Burg Donowen Castle stand, ist der westliche.
Eine wichtige Entwicklung auf Inishowen war der Bau von Steinburgen im 14. bis 16. Jahrhundert. Als Donowen Castle erbaut wurde, war Inishowen eine Insel und Wasserstraßen waren die Hauptverkehrswege. Daher wurden die meisten Burgen an den Ufern der Meeresbuchten Lough Swilly und Lough Foyle gebaut. Dies spiegelt auch die mittelalterliche Geschichte des O’Doherty-Clans wider. Mehrere Steinhügel im Innern des Promontory Forts werden dem abgegangenen O’Doherty Castle zugeordnet.